# Queso San Simón da Costa
El queso San Simón da Costa es un queso ahumado español de leche de vaca con denominación de origen protegida a nivel europeo desde 2008.

## Historia
Se atribuyen los orígenes de este queso a los pueblos castreños que poblaron los montes de la Sierra de La Carba y del Gistral. Durante la Edad Media, el queso se usaba como forma de pago de foros y diezmos.

## Zona de producción
Se elabora en España, concretamente en la comarca de Tierra Llana de la provincia de Lugo (Galicia), esto es, los municipios de: Villalba, Muras, Germade, Abadín, Guitiriz, Begonte, Castro de Rey, Cospeito y Pastoriza.

## Elaboración
Se fabrica con leche de vaca, cruda o pasteurizada, procedente de las razas rubia gallega, pardo alpina, frisona y de sus cruces entre sí. Este ganado se alimentará de forma tradicional, siendo objetivo del consejo regulador favorecer el aprovechamiento directo de los pastos, valorándose positivamente el empleo de especies forrajeras características de la zona, como el nabo forrajero (Brassica rapa) y la col forrajera (Brassica oleracea).
Se coagula con cuajo animal u otras enzimas coagulantes autorizadas, debiendo potenciarse la recuperación y uso de cepas autóctonas. Después de cuajar la leche se procede a cortar la cuajada en granos de 5-12 mm de diámetro. Luego se moldea, se prensa durante un mínimo de 3 horas y se sala con salmuera. Después se deja madurar durante un mínimo de 45 días para el formato grande y 30 días para el pequeño o "bufón"; durante ese tiempo se voltean y limpian. Al final de la maduración se procede al ahumado del queso, siempre utilizando madera de abedul sin corteza.

## Características
La materia grasa en extracto seco es de un mínimo del 40% y un máximo de 60%. Tiene forma característica, de pera, rematada con un pezón o pico en su vértice. Se maduran y se ahuman ligeramente en armarios de madera con trozos de abedul. La corteza es lisa, dura, con aspecto de cera, brillante y de color pardo; tiene entre 1 y 3 milímetros de espesor. La pasta es semidura y la textura resulta cremosa. Tienen ojos irregulares de pequeño tamaño. El color varía según su grado de maduración, del blanco en los frescos al amarillo en los maduros. El sabor es suave, con toques de picante, muy poco graso, con poca sal y con aromas a humo de abedul.
Se comercializa en dos formatos:
- el grande, con una maduración mínima de 45 días, altura entre 13 y 18 cm y peso entre ochocientos gramos y kilo y medio; y
- el pequeño o "bufón", con una maduración mínima de 30 días, altura entre 10 y 13 cm y un peso final entre cuatrocientos y ochocientos gramos.

Puede tomarse como aperitivo y en tapas y ensaladas. Marida bien con tintos jóvenes o con un Ribeiro.